# Henri de Gondi

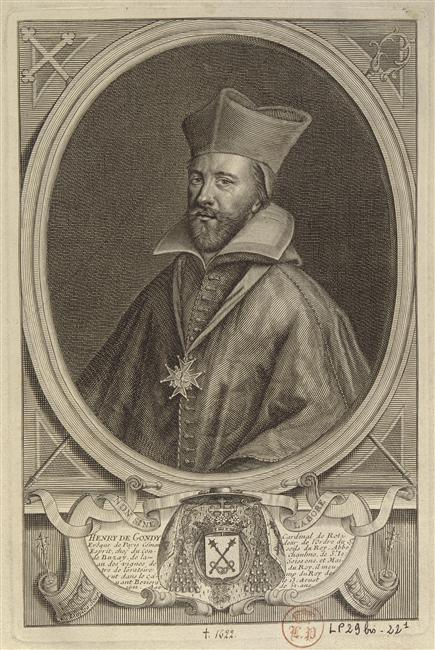
Henri de Gondi.

Henri de Gondi (Parijs, 1572 - Béziers, 14 augustus 1622) was een Frans kardinaal en van 1598 tot aan zijn dood bisschop van Parijs.

## Levensloop
De adellijke familie Gondi stamde oorspronkelijk uit Florence. Hij was het tweede kind van Albert de Gondi, hertog van Retz en maarschalk van Frankrijk, uit diens huwelijk met barones Claudine-Catherine de Clermont-Dapierre. Zijn broer Jean-François de Gondi was de eerste aartsbisschop van Parijs en hij was een oom van kardinaal Jean-François Paul de Gondi.
Hij behaalde een licentie in canoniek recht en wereldlijk recht. Als neef van de Parijse bisschop Pierre de Gondi fungeerde Henri de Gondi als coadjutor van zijn oom, tot hij hem in 1598 opvolgde als bisschop van Parijs. Op 1 maart 1598 ontving hij de bisschopswijding van zijn voorganger Pierre de Gondi. Als bisschop zetelde Henri de Gondi in de Kroonraad, waarvan hij vanaf 1619 de voorzitter was, en nam hij deel aan de Staten-Generaal van 1614 en 1615.
Op 26 juni 1618 verhief paus Paulus V hem tot kardinaal, maar hij reisde nooit naar Rome om zijn rode kardinaalshoed af te halen. Ook nam hij niet deel aan het conclaaf van 1621, waarbij paus Gregorius XV werd verkozen.
Henri de Gondi stierf in augustus 1622 en werd bijgezet in de Notre-Dame van Parijs.
- Bibliothèque nationale de France: cb110102660 (data)
- Gemeinsame Normdatei: 1021205516
- International Standard Name Identifier: 0000 0000 6151 4612
- Library of Congress Control Number: nr93006186
- Système universitaire de documentation: 105779040
- Virtual International Authority File: 22134642
- WorldCat: E39PBJtCwCDWHPCHVxK3GPJVYP